# سیارک ۷۷۲۰
سیارک ۷۷۲۰ (به انگلیسی: 7720 Lepaute، نامگذاری:4559P-L) هفت هزار و هفتصد و بیستمین سیارک کشف شده‌است که در ۲۶ سپتامبر ۱۹۶۰ کشف شد.
قدر مطلق سیارک برابر ۱۴٫۶۰ است.